# Lac Horo
Le lac Horo est un lac malien situé dans la région de Tombouctou, cercle de Goundam, à  l'extrême Nord du delta intérieur du Niger à 60 km au Sud Ouest de Goundam et à 20 km au Sud Ouest du lac Télé. Sa superficie est de 18 900 hectares. Il est situé à 260 mètres d’altitude.

## Activités
Le lac Horo a été désigné zone humide d'importance internationale en vertu de la convention de Ramsar en 1987. 
L'installation de vannes sur les effluents qui l'alimentent a permis de développer une petite culture de décrue.